# Sint-Stefanuskerk (Awirs)

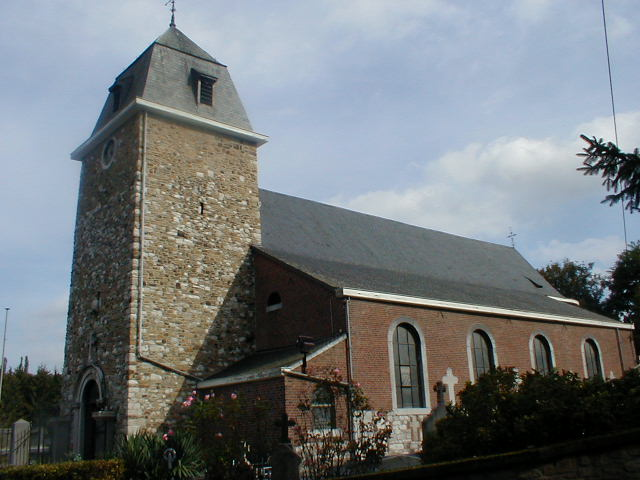
Sint-Stefanuskerk

De Sint-Stefanuskerk (Église Saint-Etienne) is de parochiekerk van de tot de Belgische gemeente Flémalle behorende plaats Awirs.
De toren is van de 12e eeuw en gebouwd in romaanse stijl. De in blokken kalksteen en zandsteen opgetrokken toren kent geen geledingen en heeft het karakter van een verdedigingswerk. Er zitten zelfs enkele schietgaten in. Het portaal in de toren werd in de 19e eeuw aangebracht.
Het driebeukige schip met halfronde koorafsluiting werd in 1838 aangebouwd, en dit werd uitgevoerd in baksteen met kalkstenen omlijstingen.
De kerk heeft enkele 18e-eeuwse beelden: van Sint-Leonardus, van Sint-Rochus en van Sint-Hubertus.